# Corynopuntia marenae
Corynopuntia marenae (choya tasajillo de Quino) es una especie de planta perteneciente a la familia Cactaceae que se distribuye en Sonora en México. La palabra marenae es un epíteto en honor a Maren B. Parsons, quien por primera ocasión avistó a esta especie en 1910.

## Descripción
Tiene crecimiento subarbustivo bastante ramificado, alcanza hasta 60 cm de altura. Tallos ramificados y cilíndricos de color verde claro, de 20 cm de longitud y tubérculos alargados. Las areolas están cerca del ápice de los tubérculos, son circulares con gloquidios pequeños. Tiene de 7 a 12 espinas radiales, aciculares de hasta 1 cm de longitud y de 2 a 6 espinas centrales con base bulbosa, la más larga de color blanco y 2 cm de longitud, la segunda más larga de color pardo. La flor está en el ápice, de 7 cm de diámetro, abren en el día y se cierran parcialmente en la noche, de color blanquecino amarillento y verde en la base. El fruto es seco. Las semillas son reniformes, blancas o amarillentas de 3 mm de longitud, con testa gruesa.
Se cultiva y recolecta para su comercialización como planta ornamental, aunque esta práctica no es muy común en esta especie. Grupos indígenas como los Seris hicieron uso de esta planta con propósitos medicinales.

## Distribución
Endémica del estado de Sonora en México.

## Hábitat
Esta pequeña planta habita matorrales xerófilos del desierto sonorense, bajo la sombra de otras plantas de los géneros Larrea, Parkinsonia, etc.

## Estado de conservación
La principal amenaza para la conservación de esta especie es la pérdida de hábitat a causa de la construcción de granjas de camarones cerca de zonas costeras, además, su área de distribución es limitada, no mayor a 5000 km².